# Antoni Martí
Antoni Martí Petit (Escaldes-Engordany, 30 de julho de 1963 – 6 de novembro de 2023) foi um arquiteto e político andorrano que ocupou o cargo de chefe de governo do país entre 2011 e 2019. Foi membro do partido político Democratas por Andorra.
Nas eleições parlamentares realizadas a 3 de abril de 2011, os Democratas por Andorra derrotaram com maioria absoluta os sociais-democratas, na altura no poder, tornando-se Antoni Martí chefe de governo. Martí fez campanha contra taxas de rendimentos.

## Morte
Martí morreu em 6 de novembro de 2023 devido a uma parada cardíaca.